# Raghuva cana
Raghuva cana är en fjärilsart som beskrevs av George Francis Hampson 1903. Raghuva cana ingår i släktet Raghuva och familjen nattflyn. Inga underarter finns listade.